# フィーバーねずみ小僧 D
フィーバーねずみ小僧 D（フィーバーねずみこぞう D）は、1998年9月に大同(現:ビスティ)が発売した、フィーバーフェスティバル同様の独立した3つの大型ドットマトリクス表示を搭載したパチンコ機のシリーズ名。
フィーバーねずみ小僧DJPとフィーバーねずみ小僧DJXの2機種がある。

## 概要
液晶型のデジパチ。回転数の異なる2種類の時短を搭載している。大当たり図柄は14種類だが、左右デジタルにはオールマイティー図柄の「千両」図柄があり、同じ図柄が3つ揃う大当たりの他に、左右が千両でも大当たりとなる。

大当たりの組み合わせは全部で28通りあり、三両•七両図柄いずれかの3つ揃いと、左右デジタルが千両図柄と中デジタルに三両もしくは七両図柄が揃う形の計4パターンで大当たりとなった場合は10000回転の時短に突入する。

しゃちほこ•小判•十手•御用図柄のいずれかの3つ揃いか、左右デジタルが千両図柄でこの4種類の図柄のいずれかが中デジタルに停止する形の計8パターンで大当たりの場合は150回転の時短に突入する。

14種類ある大当たり図柄のうち時短に突入する図柄は6種類で、それ以外の図柄で大当たりとなった場合は時短なしとなっている。左右が千両でリーチがかかればどの図柄でも大当たりになるが、中デジタルにのみ左右デジタルにはないハズレ図柄があるので必ず大当たりになるわけではない。

フィーバーねずみ小僧DJXは、大当たり確率や賞球数、時短回数は異なるがゲーム性はフィーバーねずみ小僧DJPと同様である。

本機のアタッカーは盤面右下に配a置されており、大当たり中は右打ちをする必要がある。このアタッカーは玉の拾いが良く、こぼれにくい仕様となっているので大当たり消化時間は短めである。

フィーバーフェスティバル同様にゲージ構成が特殊なので、スタートチャッカー入賞はデジタル間を通るルートのみとなる。このため、左デジタル上に点在する釘は重要な箇所になってくる。

大当たりの判定方式は一発判定方式を採用しており、フィーバーねずみ小僧DJPの場合だと、0から238までのカウンターが1ずつ更新されていて7のときにスタートチャッカーに入賞すると大当たりとなる仕組みになっている。

ハズレ出目の作り方は変わった仕組みが導入されており、0〜196のカウンターからひとつの数値が選ばれ、196のみ千両リーチのハズレとして処理される。それ以外は取得したカウンター値を14で割った商の値が左右出目となり、割り切れなかった余りの値に14で割った商の値と1を足し、14以下になるまで15ずつ引いた値が中出目となる。
同時期に発売された機種として、同社から1998年に発売されたフィーバー安全運ちゃん Dなどがある。

## スペック
- フィーバーねずみ小僧DJP
  - 賞球数 6&15
  - 大当たり最高継続 16R
  - 大当たり確率 1/239
  - 時短突入率　12/28
  - 時短回数　
    - 4/28で10000回
    - 8/28で150回
- フィーバーねずみ小僧DJX
  - 賞球数 5&11
  - 大当たり最高継続 8R
  - 大当たり確率 1/101
  - 時短突入率　12/28
  - 時短回数　
    - 4/28で300回
    - 8/28で150回

## 図柄
- 一両
- 二両
- 三両
- 四両
- 五両
- 六両
- 七両
- 八両
- 九両
- しゃちほこ
- 小判
- 十手
- 御用
- 千両

## 演出
リーチアクションは全部で6種類ある。図柄テンパイ後に大当たり図柄の2コマ前からスタートするのがノーマルリーチで出現頻度が最も高い。

ノーマルリーチ発生から1周後に大当たり図柄の1コマ手前から発展するのが「ロングリーチ」である。

ノーマルリーチ発生後に大当たり図柄が2コマ進んだ状態から発展することがあるリーチアクションが「忍法リーチ」である。

これらのリーチアクションの出現頻度は高いが、大当たり信頼度は低い。ノーマルリーチ発生後に中デジタルにねずみが出現すると発展するリーチアクションが3種類ある。

ねずみ出現後に大当たり図柄が3コマ進んだ状態から発展する「ねずみリーチ」と、ねずみが出現した後にリターンすると「ねずみカッ跳びリーチ」か「ねずみ小僧リーチ」に発展する。

6種類あるリーチアクションの中で最も出現率が低く、大当たり信頼度が高い演出がねずみ小僧リーチである。
- ノーマルリーチ

リーチの基本形で、すべてのリーチはノーマルから発展する。
- ロングリーチ

中出目が高速回転をしてさらにスローになる。
- ねずみリーチ

リーチ発生後にねずみがデジタルを右から左に横切り発展する。
- ねずみカッ飛びリーチ

ねずみリーチで左に消えたねずみが戻ってきて、演出がさらに発展する。
- ねずみ小僧リーチ

ねずみリーチで左に消えたねずみが戻ってきて、ねずみ小僧に変身する。信頼度が一番高いリーチアクションである。
- 忍法リーチ

時短に突入しない通常図柄でのリーチ時に全回転のような動きで左右出目が変わる。

リーチアクションの出現率や大当たり信頼度は、テンパイする形や図柄で異なる。同じ図柄が3つ揃う形でのリーチに比べて千両図柄テンパイのリーチは、出現率も低く大当たり信頼度も高くなっている。

150回転の時短に突入する図柄のリーチは、それ以外の図柄に比べて出現率は低く大当たり信頼度も低くなっている。

時短に突入する図柄とそれ以外の図柄で大当たり信頼度が異なるのは、本機に搭載されている図柄再抽選の仕様のためである。
150回時短絵柄は再抽選を伴う大当りがあるため、当然信頼度は低めになっている。—『パチンコ攻略マガジン 1999 3.10号』p 116
本機には、大当たりの再抽選システムが導入されている。再抽選が行われる条件は時短に突入しない図柄が３つ揃った場合にのみ発生することがある。

千両図柄テンパイによる大当たりの場合は再抽選は行われない。

再抽選演出が発生すれば、必ず時短なしから150回転の時短に昇格する。150回転の時短と10000回転の時短に突入する図柄揃いの大当たりの場合には再抽選を伴うことはない。

時短に突入しない図柄が3つ揃った時の再抽選への発展率は1/3である。